# Nathanaël de Rincquesen
Pour les articles homonymes, voir Rincquesen.
Nathanaël de Willecot de Rincquesen dit Nathanaël de Rincquesen, né le 9 mars 1972 à Paris, est un journaliste et présentateur de télévision français. Il est notamment connu pour avoir présenté pendant plusieurs années Télématin. 
Entre 2021 et octobre 2024, il est le joker du Journal de 13 heures sur France 2.

## Origines et études
Issu d'une famille inscrite à l'Association d'entraide de la noblesse française, celle-ci tient l'origine de son nom d'une ancienne seigneurie de la commune de Samer dans le Pas-de-Calais, ayant de fortes attaches à Châlus en Limousin, Nathanaël de Rincquesen est le fils d'Olivier de Rincquesen, ancien journaliste à Europe 1 et de Dominique Romain. Il est le frère de Victoire de Rincquesen, également journaliste. Ancien élève du collège Langevin-Wallon à Saint-Gratien dans le Val-d'Oise et ancien élève d'Assas (Université Paris II), Nathanaël de Rincquesen sort diplômé de l'École supérieure de journalisme de Paris en 1995.
En 1990, Nathanaël de Rincquesen devient champion de France junior d'escrime par équipe avec ses coéquipiers du club de Saint-Gratien : Cyril Faucher, Arnaud Laborde, Frédéric Levilain et Hugues Obry.

## Carrière
Nathanaël de Rincquesen commence sa carrière de journaliste à la rédaction de France 2 au service des sports, pour lequel il suit le Tour de France et les grandes compétitions internationales d'escrime. En 1997, il intervient comme chroniqueur sport dans l'émission Télématin, la matinale de la chaîne, avant de revenir en 2008 pour présenter la revue de presse.
Durant l'été 2008, il couvre pour France Télévisions les épreuves d'escrime aux Jeux olympiques d'été de 2008 à Pékin, en compagnie de Philippe Boisse et Jean-François Lamour. De septembre 2008 au 1er mai 2019, il présente les journaux dans Télématin, assurant les éditions de 7 h et de 8 h du lundi au vendredi à la suite d'Olivier Galzi tandis que Sophie Le Saint présente les journaux de 6 h 30, 7 h 30 et 9 h 00. Il est remplacé à compter du 26 août 2019 par Julien Benedetto, son ancien joker. À partir de l'été 2009, il remplace Élise Lucet puis Marie-Sophie Lacarrau à la présentation du journal de 13 heures, longtemps en alternance avec Sophie Le Saint.
En mars 2010, lors de sa revue de presse dans Télématin à propos d'un article sur la dépendance au jeu vidéo, Nathanaël de Rincquesen prononce mal le sigle MMORPG en parlant des « jeunes qui passent leurs journées derrière un écran à se goinfrer de meuporg » (/mø.pɔʁg/), terme qu'il épelle ensuite « M-M-M-P-O-R-P-G ». La séquence est largement relayée sur Internet, suscite la colère de nombreux gamers et devient l'objet d'un mème. Deux ans après, Nathanaël de Rincquesen témoigne avoir reçu de nombreuses critiques et même des menaces de mort sur les réseaux sociaux à cause de cette séquence.
En 2012, il commente aux côtés de Brice Guyart et de Jean-François Lamour les épreuves d'escrime aux Jeux olympiques d'été de 2012 à Londres. En 2016, il commente de nouveau les épreuves d'escrime aux Jeux olympiques d'été de 2016 à Rio aux côtés de Brice Guyart. À partir de septembre 2016, il est le remplaçant de Marie-Sophie Lacarrau pour les journaux du 13 h de France 2.
Le 26 août 2019, il rejoint la chaîne France Info et la tranche d’information du soir du lundi au vendredi (21 heures à minuit), intitulée France Info Soir.
Fin octobre 2019, il annonce par le biais de plusieurs médias avoir été victime d'un AVC le 1er mai 2019, et soigné par une thrombolyse,.
Du 18 septembre 2020 au 4 janvier 2021, il présente le Journal de 13 heures sur France 2, en remplacement de Marie-Sophie Lacarrau qui part sur TF1. Pour remplacer cette dernière, un nouveau titulaire du poste est nommé, il s'agit de Julian Bugier. 
Nathanaël de Rincquesen est également joker du 13 heures en semaine pendant les congés de son titulaire Julian Bugier entre janvier 2021 et octobre 2024.
Durant les Jeux olympiques 2020 à Tokyo, il commente les épreuves d'escrime avec Brice Guyart. Il reprend ce rôle en 2024 pour les Jeux de Paris.
À partir de décembre 2024, il est remplacé au poste de joker du JT de 13 Heures de France 2 par Maya Lauqué, qui présente du vendredi au dimanche l’émission Télématin 
Depuis septembre 2022, il présente le week-end sur France info, INAttendu, une émission d'approfondissement historique en partenariat avec l'Institut national de l'audiovisuel.

### Activité syndicale
En janvier 2021, candidat de la liste Force ouvrière, Nathanaël de Rincquesen est élu pour un mandat de cinq ans au conseil d'administration de France Télévisions.